# 阿尔莱妮斯·谢拉
阿尔莱妮斯·谢拉·卡尼亚迪利亚（西班牙語：Arlenis Sierra Cañadilla，1992年12月7日—），古巴女子自行车运动员，2016年世界场地自行车锦标赛女子记分赛铜牌得主、2019年泛美运动会女子全能赛铜牌得主。